# Zonális sivatagok
A zonális sivatagok a térítők (Ráktérítő, Baktérítő) mentén, a leszálló légáramlás övében alakultak ki.
A nem zonális sivatagok más okok (például helyi éghajlati vagy talajviszonyok) eredményei – ilyen például a mérsékelt égövön a Góbi-sivatag.

## Éghajlat
A zonális sivatagok évi középhőmérséklete 20 °C fölötti, az évi és a napi hőingadozás is nagy. A nappali hőség után éjszaka akár fagypont alá is süllyedhet a hőmérséklet. A félsivatagok éves csapadékmennyisége 100–200 mm, a sivatagokban még kevesebb – előfordulhat, hogy évekig nem hull eső.

## Növényzet
A szélsőséges körülményekhez a növények változatos módokon alkalmazkodnak. Egyes növények elkerülik a hosszú, száraz periódust. Ezek tenyészideje nagyon rövid, és hosszan „várakoznak” mag formájában a csapadékra. Ha megjön az eső, kicsíráznak, gyorsan kivirágoznak, majd termést hoznak. A pozsgások – Amerikában például a kaktuszok és agávék, Afrikában a kutyatejfélék és aloék – minimálisra csökkentik a párologtatást, és szöveteikben elraktározzák a vizet. Helyenként fatermetűvé is megnőhetnek. A higroszkópos mozgásáról híres Jerikó rózsája Észak-Afrikától Dél-Iránig nő. Gömb alakúra összetöpörödött, elhalt ágai a nedvesség hatására kiterülnek, majd megszáradva ismét összegömbölyödnek. Egykor a zarándokok jelképként hozták magukkal a Szentföldről Európába.